# Älgsjön (Dorotea socken, Lappland, 718432-148367)
Älgsjön är en sjö i Dorotea kommun i Lappland och ingår i Ångermanälvens huvudavrinningsområde. Älgsjön ligger i Gitsfjället Natura 2000-område. Sjöns area är 0,051 kvadratkilometer och den befinner sig 500 meter över havet.